# 枕頭山 (宜蘭縣地名)
枕頭山，簡稱枕山，是台灣宜蘭縣員山鄉的一個傳統地域名稱，位於該鄉東北部。相較於今日行政區，其範圍大致為枕山村東部。枕頭山也是該地標高75m的山。

## 歷史
台灣清治末期，枕頭山地區為一街庄，稱為「枕頭山庄」，隸屬於員山堡。該庄東與新城庄為鄰，南與結頭份庄、內員山庄為鄰，西邊為蕃地，北邊為二結庄。
1901年（日治明治三十四年）11月，廢縣廳改設二十廳，該庄隸屬於宜蘭廳，編入第八區。1905年（明治三十八年）7月，第八區改名「內員山區」。1909年（明治四十二年）10月，合併二十廳為十二廳，該庄仍隸屬於宜蘭廳。1920年（大正九年），廢十二廳改設五州二廳，該庄改制為「枕頭山」大字，隸屬於臺北州宜蘭郡員山庄。
戰後員山庄改制為員山鄉，隸屬於臺北縣，大字改制為村。1950年10月，北、基、宜分治，員山鄉改隸屬於宜蘭縣。

## 聚落
本地區發展較早的聚落有枕頭、連後等，在日治期初期的官方地圖上已有記載。此外，本地區尚有大礁溪聚落。

## 交通
鄉道宜5線（枕山路）是湯圍至結頭份的道路，大致以東北—西南走向蜿蜒經過枕頭山地區東南部邊界地帶。由該道路向東北轉東可前往二結、龍潭、四結、柴圍、林尾、礁溪市區並止於市區北側的中山路二段（省道台9線舊線）路口，向西南轉東南可前往內員山的永廣聚落並止於省道台7丁線路口。
鄉道宜13線（坡城路、枕山路）是大礁溪至新城的道路，其西北側端點位於本地區西北端的大礁溪橋南側。由此向南南東轉東南出境後，可前往新城西部並止於省道台7丁線路口。

## 學校
- 慧燈高中
- 湖山國小

## 景點
- 望龍埤